# مالای شیخ گینک‌لیک
مالای شیخ گینک‌لیک، روستایی از توابع بخش مرکزی شهرستان کلاله در استان گلستان ایران است.

## جمعیت
این روستا در دهستان تمران قرار دارد و براساس سرشماری مرکز آمار ایران در سال ۱۳۹۰، جمعیت آن ۲۲۸۷نفر (۵۸۴خانوار) بوده‌است. ۱۱۴۹ نفراز کل جمعیت را زنان و ۱۱۳۸ نفر را مردان تشکیل می‌دهند